# 2016 WF9
2016 WF9 é um asteroide Apollo (NEO, PHA). O asteroide é um pouco escuro, e é possivelmente um cometa, foi detectado em 27 de novembro de 2016 por a missão NEOWISE. o asteroide 2016 WF9 tem cerca de 0,5-1,0 km (0,3 – 0,6 mi), então é "relativamente grande" para um objeto próximo à terra.